# Residencia de los metropolitanos de Bucovina y Dalmacia
La residencia de los metropolitanos de Bucovina y Dalmacia (en ucraniano: Резиденція митрополитів Буковини і Далмації) es un conjunto arquitectónico construido entre 1864 y 1882 como sede del obispo metropolitano por el arquitecto Josef Hlávka en Chernivtsí, Ucrania. La residencia, cuyos edificios forman ahora parte de la Universidad de Chernivtsí, fue declarada Patrimonio de la Humanidad por la Unesco en 2011.  

## Historia
En 1782, tras la incorporación de Bucovina a la monarquía de los Habsburgo, la sede de los obispos ortodoxos orientales de Rădăuți se trasladó a Chernivtsí (entonces conocida como Czernowitz). La administración militar de la provincia construyó apresuradamente una residencia para el obispo Dosoftei Herescu. El edificio, terminado en 1783, tenía un aspecto destartalado, dividido en pequeñas habitaciones bajas, con una pequeña capilla con suelo de ladrillo. Debido al crecimiento de hongos provocado por la humedad, parte del edificio se derrumbó en 1790 y el resto fue demolido. Así, Herescu y sus sucesores Daniil Vlahovici, Isaia Baloșescu y, durante un tiempo, Eugenie Hacman, se vieron obligados a desplazarse por habitaciones alquiladas. En 1851-1852, Hacman envió una serie de informes a la administración en Leópolis, quejándose de que esta situación era indigna. En 1860, el Ministerio de Asuntos Religiosos emitió un decreto anunciando un concurso para seleccionar un arquitecto para una nueva residencia episcopal. Para desarrollar el proyecto se seleccionó al arquitecto checo Josef Hlávka.
Al preparar sus diseños, Hlávka investigó las tradiciones constructivas de la región y publicó un artículo, "Edificios de la Iglesia Griega Oriental en Bucovina", en la Revista Austriaca en 1866. Las propuestas de Hlávka para el complejo incluían no sólo el palacio episcopal sino también oficinas administrativas, salas de reuniones, una biblioteca, una escuela coral, un museo de arte eclesiástico y una capilla. La obra resultante combina el estilo bizantino y morisco, con la Alhambra de Granada como inspiración.
La construcción comenzó en 1864, pero sufrió importantes retrasos debido a problemas técnicos, a la enfermedad de Hlávka a partir de 1872 y a desacuerdos entre Hlávka y la administración local, que provocaron la dimisión de Hlávka. La incompetencia del sucesor de Hlávka, Feliks Ksiezarski, retrasó aún más el progreso. El edificio y las iglesias fueron consagrados en el invierno de 1882/1883.Durante la construcción, anticipándose a las características sísmicas de la región de los Cárpatos, se utilizaron ampliamente estructuras metálicas, lo que aumentó significativamente la resistencia y durabilidad del edificio. Los devastadores terremotos de los Cárpatos (1940) y (1977), cuyas ondas azotaron Bukovina, no afectaron en modo alguno a la residencia.
Los edificios originalmente albergaban una importante facultad teológica que continuó funcionando como tal cuando Czernowitz pasó a formar parte, después del final de la Primera Guerra Mundial, del reino de Rumania bajo el nombre de Cernăuți. Fue en la Sala sinodal donde el 28 de noviembre de 1918 se ratificó la unión de Bucovina con Rumania. Los edificios fueron saqueados y dañados considerablemente por un incendio durante la Segunda Guerra Mundial.
Después de la guerra, cuando la región quedó bajo control soviético, la facultad de teología fue cerrada; cuando los edificios comenzaron a ser restaurados en 1955, fueron trasladados a la universidad de la localidad. Mientras tanto, los edificios se habían utilizado como almacenamiento y muchos de los murales habían sido pintados. La redecoración interna, restaurando algunas de las características originales, se llevó a cabo entre 1957 y 1967, cuando el conjunto recibió protección gubernamental. 
En 1991, el edificio fue incluido en el Registro Estatal de la recién independizada Ucrania. En 1993, después de la época del ateísmo soviético, se restauró el departamento de teología como parte de la facultad de filosofía y teología de la Universidad de Chernivtsí, que estaba ubicada en el primer piso del edificio del seminario, y se reactivaron los servicios divinos en la iglesia de los Tres Santos Jerarcas, que también son dirigidos por estudiantes de teología y sus mentores y maestros espirituales. A partir de 2004 se llevó a cabo una extensa restauración que finalmente dio como resultado que el conjunto fuera inscrito por la Unesco en su lista de Patrimonio de la Humanidad el 28 de junio de 2011. La residencia fue elegida en un concurso, incluida una votación por Internet, como una de las Siete Maravillas Arquitectónicas de Ucrania en 2011.

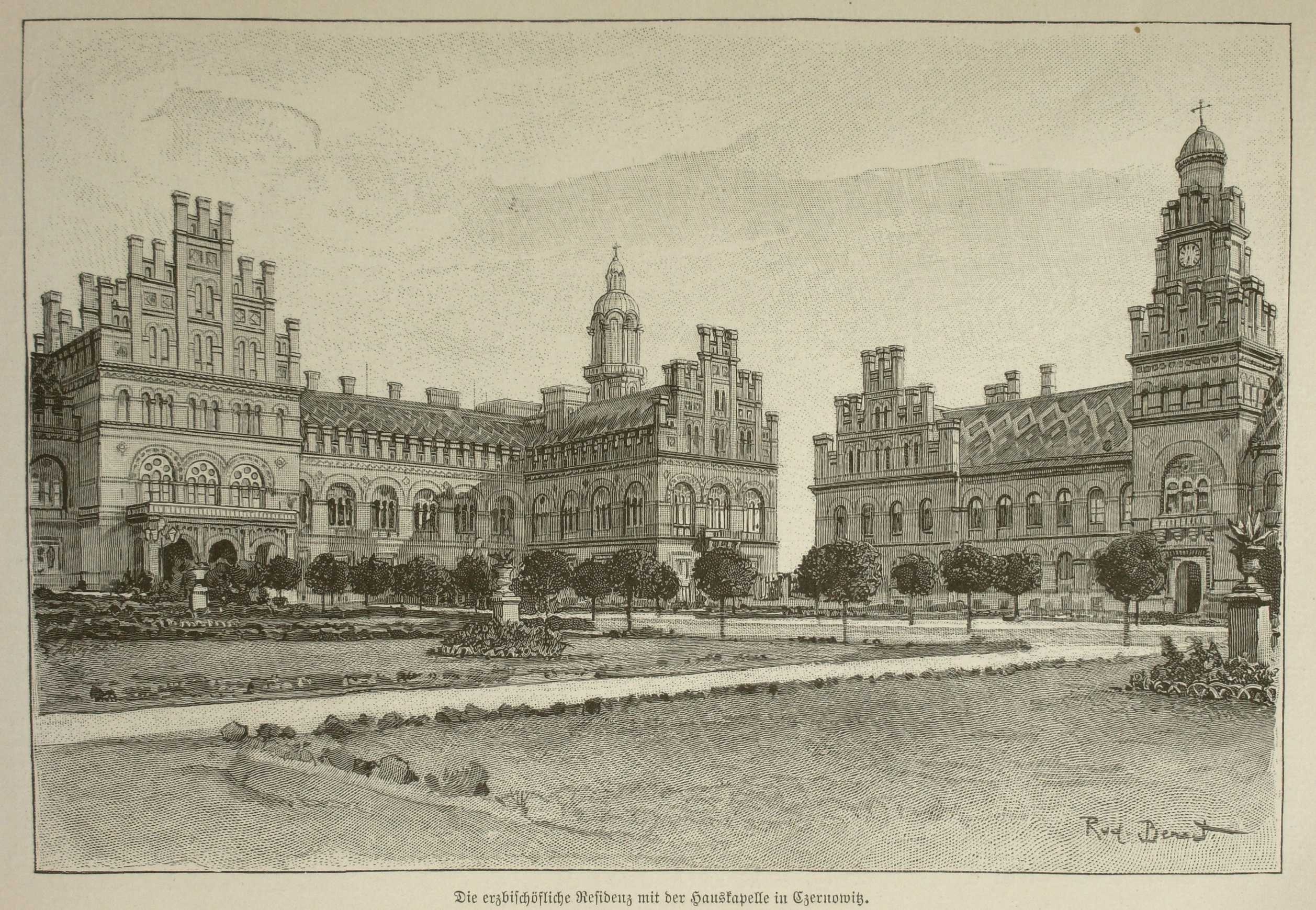
Foto de la residencia (1899)

## Arquitectura
Los edificios del complejo están dispuestos en tres lados de un patio de aproximadamente 100 metros de profundidad y 70 metros de ancho: el cuarto lado de este patio contiene las puertas principales, dispuestas en altas barandillas.El conjunto de la residencia metropolitana consta de tres edificios monumentales: edificios: Metropolitano, Seminario y Monasterio.
Frente a la puerta se encuentra el edificio más grande, la residencia del Metropolitano, en la que también se encuentra la capilla de Juan el Nuevo de Suceava. El edificio alberga actualmente la Facultad de Lenguas Modernas de la universidad. Contiene la Sala sinodal (hoy llamada Sala de Mármol), con el techo pintado. Originalmente, esta sala contenía retratos de los monarcas austríacos realizados por Epaminonda Bucevschi (1843-1891). Otras salas importantes de este edificio incluyen la antigua biblioteca del metropolitano (el Salón Azul), un espacio para reuniones más pequeño (el Salón Rojo) y la antigua sala de recepción del metropolitano (el Salón Verde). El informe de la Unesco sobre el lugar describe el Salón Rojo como "un joyero de madera de extraordinaria belleza, cuya pintura mural se asemeja a un sofisticado adorno de seda china roja".
A la izquierda de la puerta se encuentra el edificio del seminario (el ala derecha del conjunto) y su iglesia, la iglesia de los Tres Santos Jerarcas, que contiene murales de Karl Jobst y otros artistas.
Al otro lado del patio (el ala izquierda del conjunto), el antiguo monasterio es hoy el departamento de geografía de la universidad. La torre del reloj de este edificio está decorada con estrellas de David como homenaje a la comunidad judía de Czernowitz que contribuyó a la construcción del complejo.
Todo el conjunto está situado en un extenso parque paisajístico, en el que se encuentra un monumento a Hlávka esculpido en 1937.

## Galería

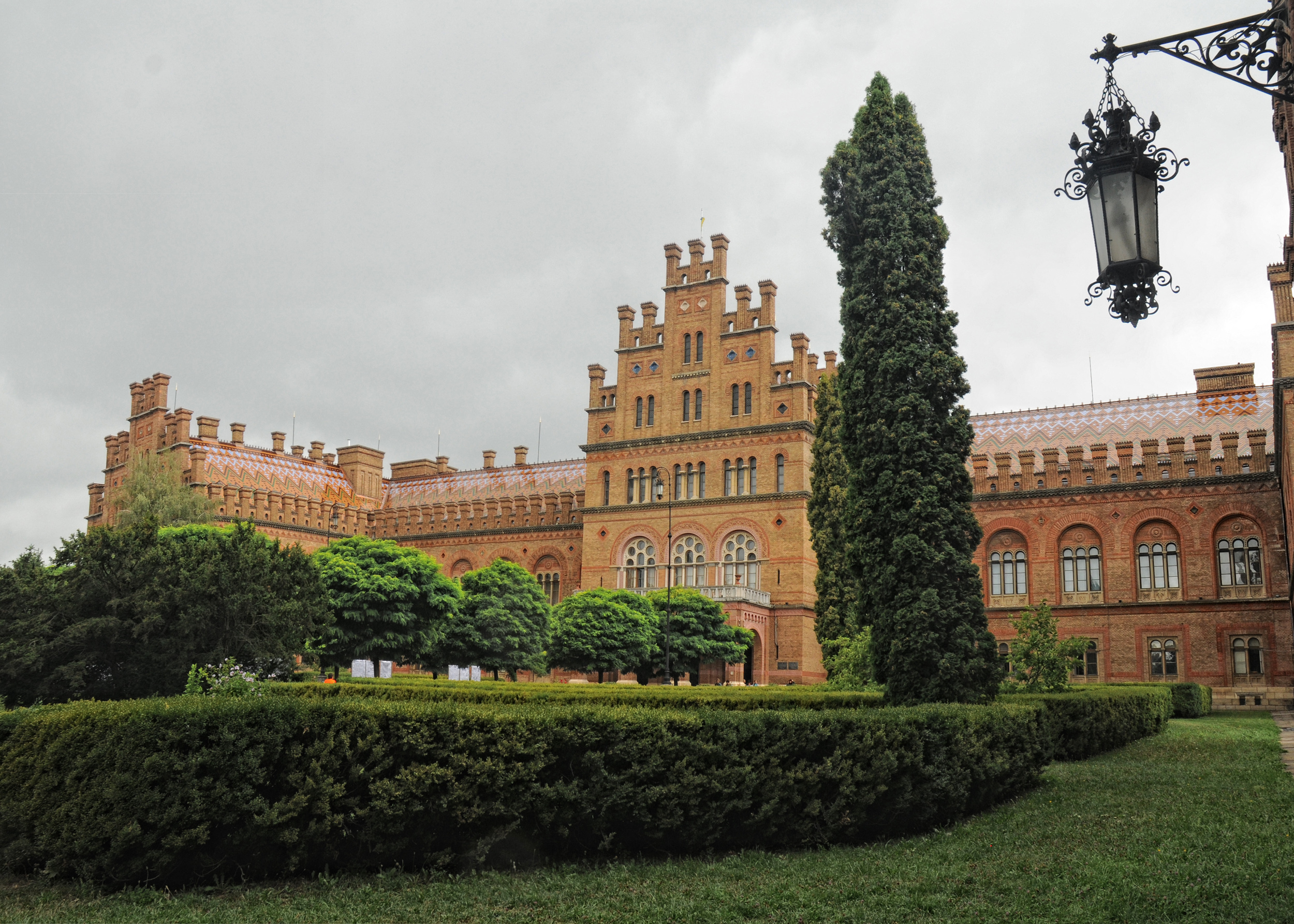
Ala del metropolitano
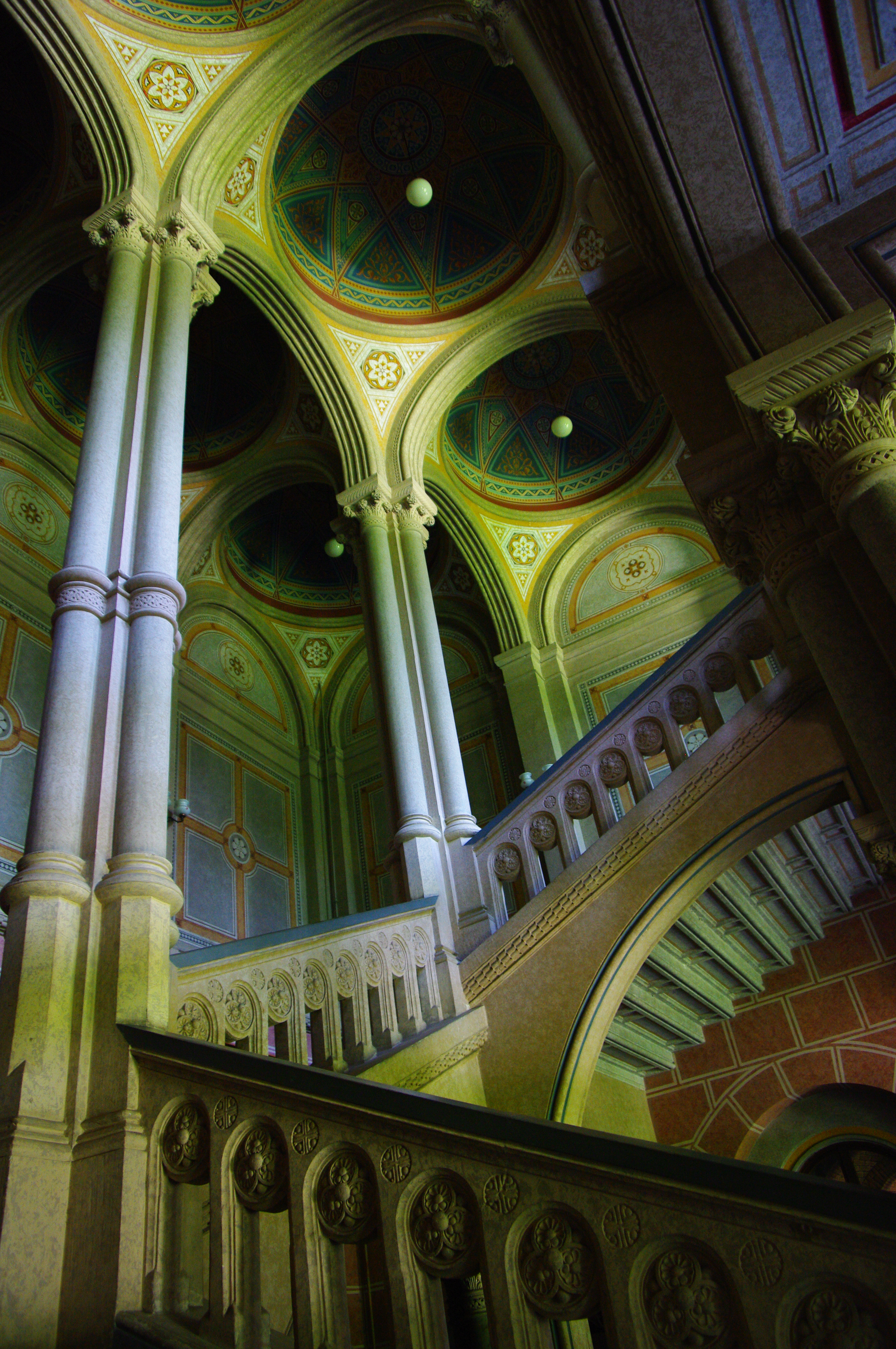
Interior del ala del metropolitano
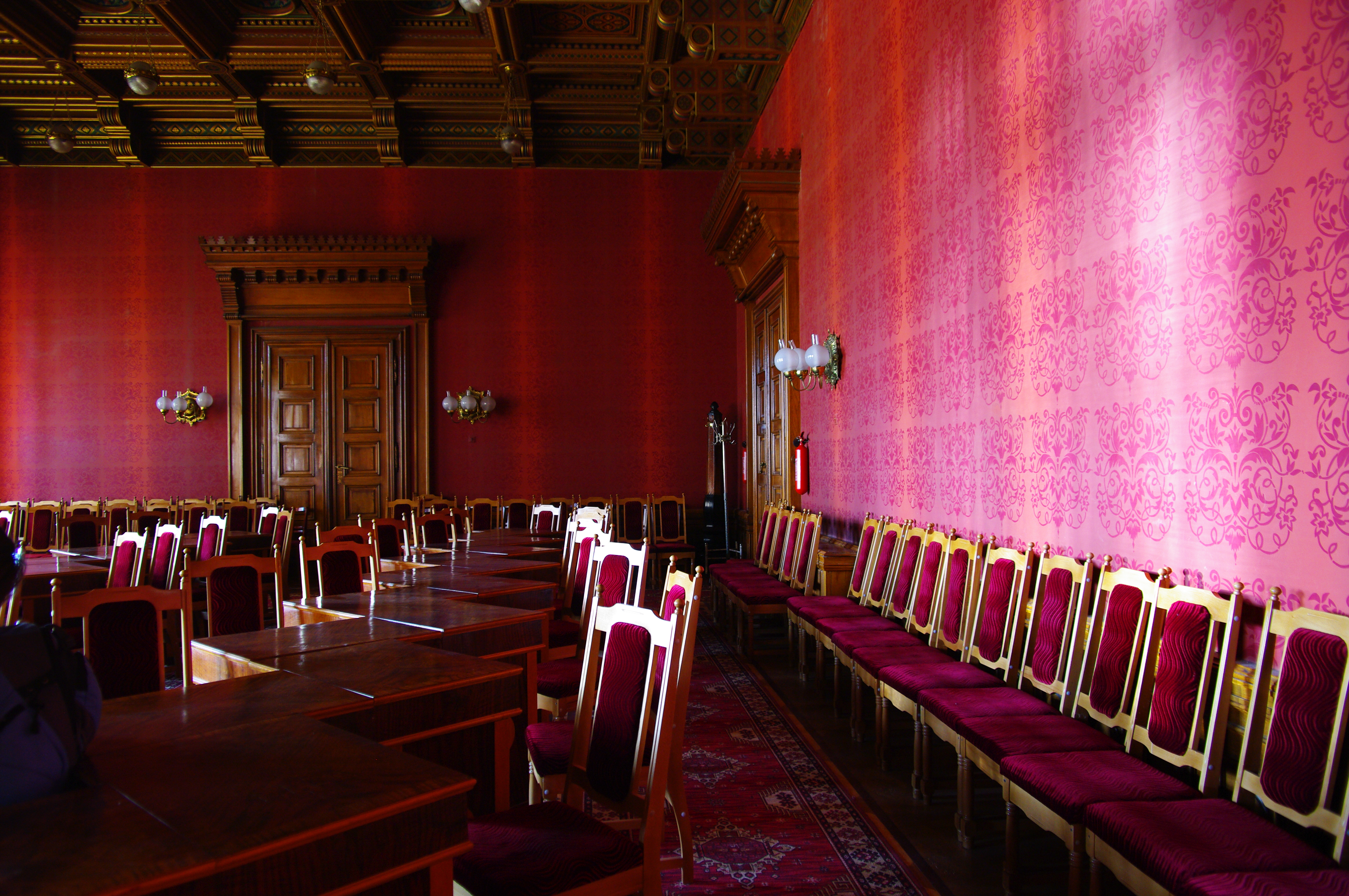
Salón Rojo
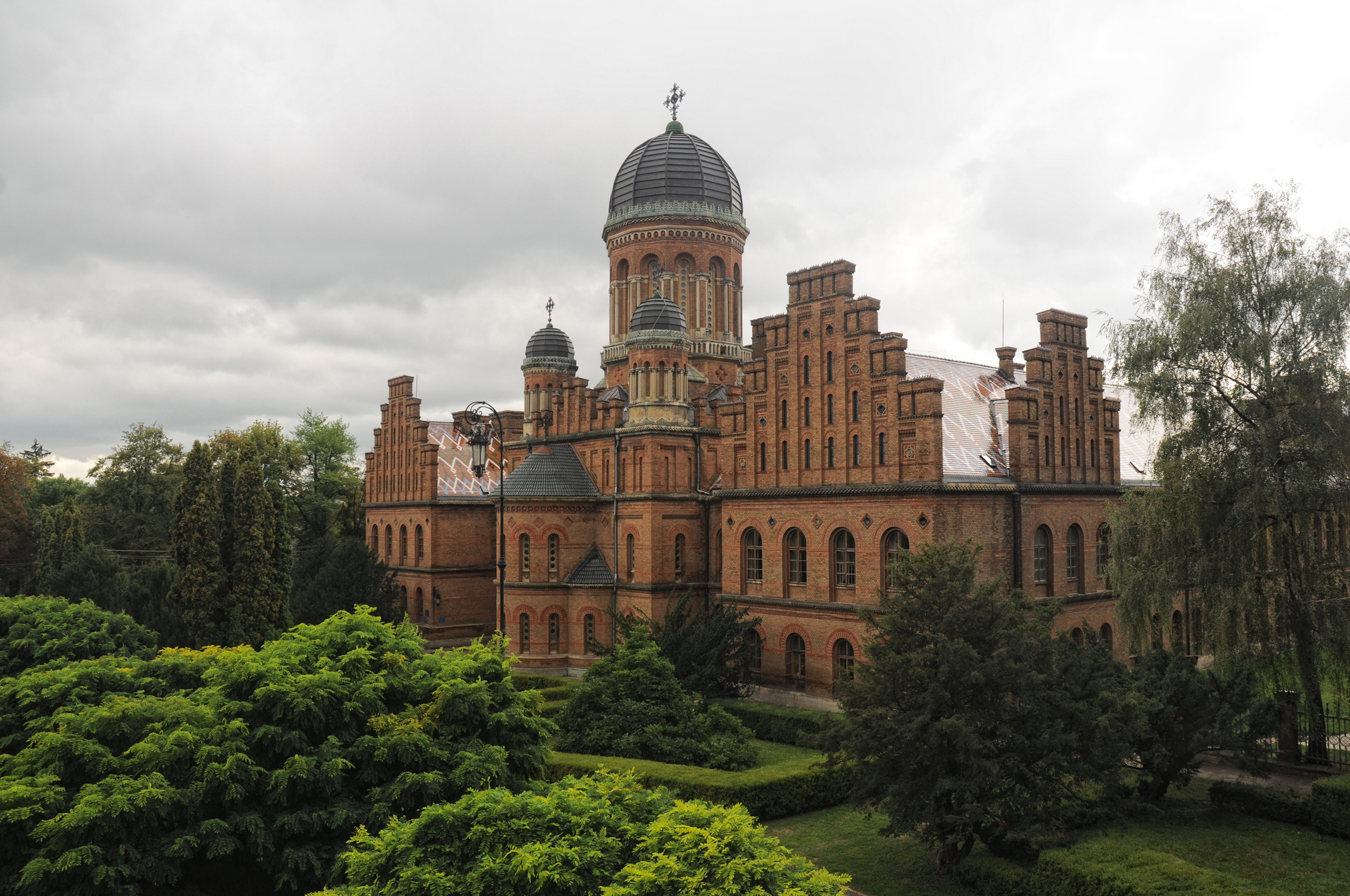
Ala del seminario
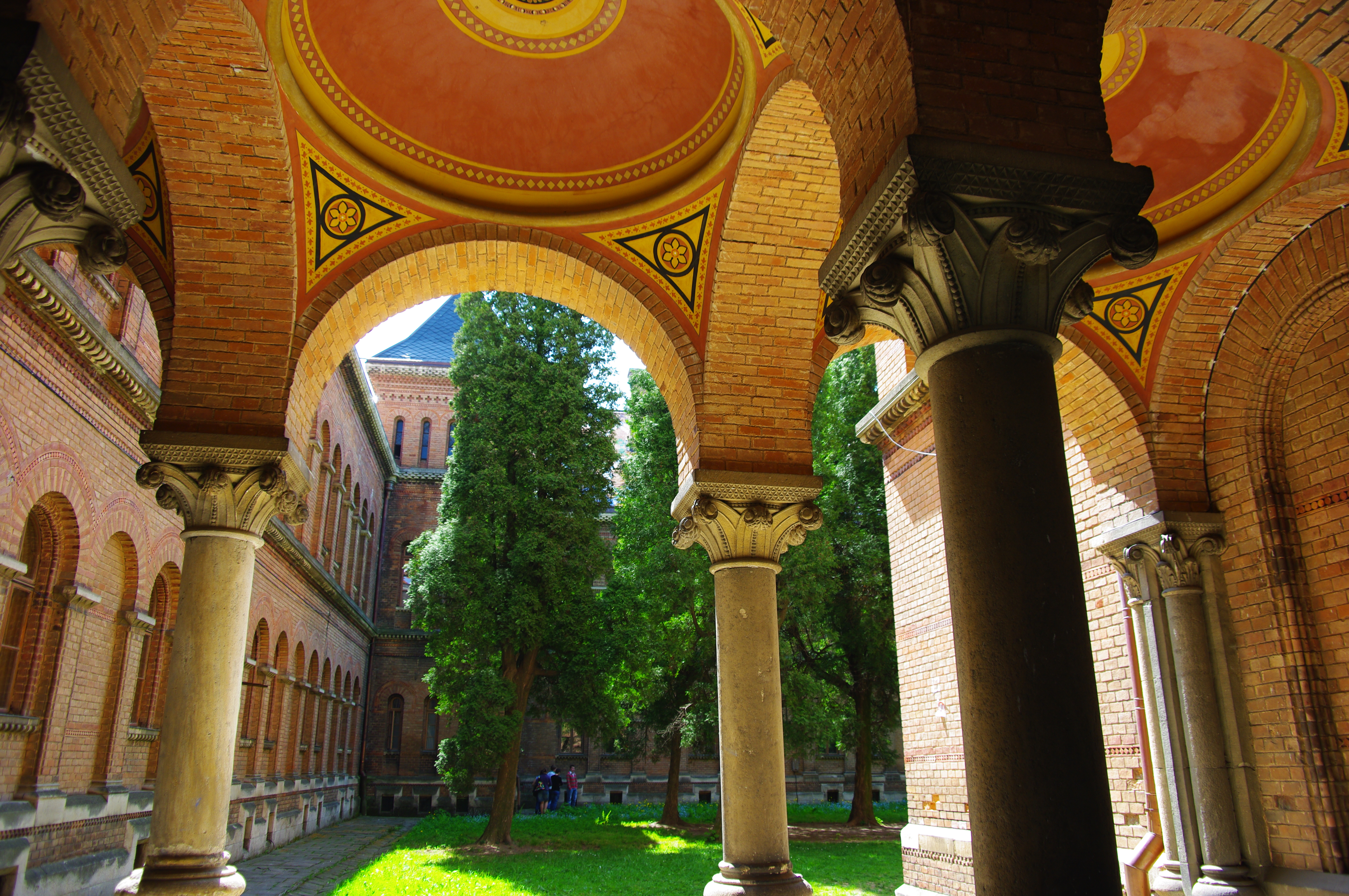
Patio en el ala del seminario
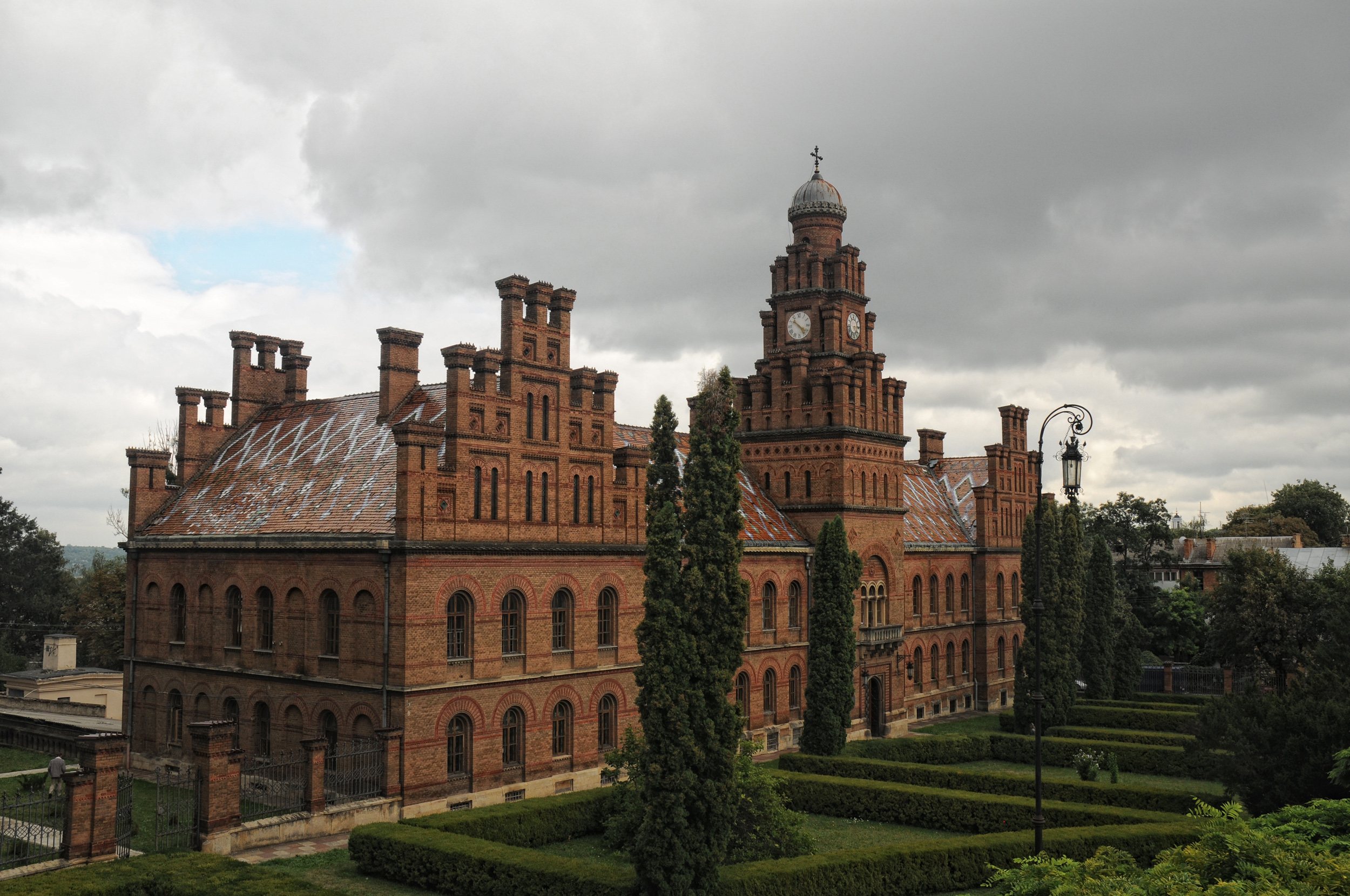
Ala del monasterio